# 金鸡奖
中国电影金鸡奖是中国大陆电影界的最高奖項，设立於1981年。由中国大陸电影家协会每年组织专家评选，每项可有多于一个获奖者。目的是奖励突出的影片和电影界人员，与百花奖合称中国大陸电影双奖。从2005年起，金鸡奖和百花奖隔年举办，因此亦有合稱金鸡百花奖。从2019年起，金鸡奖每年评选一次。
有說法將金鸡奖與金馬獎、香港電影金像獎並稱為華語電影界三大獎或「三金」。 中国电影家协会主席吴贻弓將金鸡奖与百花奖、华表奖并称中国电影“三大奖”；又稱金鸡奖是學術奖，百花奖是观众奖，华表奖是政府奖。

## 沿革
- 1981年，金鸡奖设立。其得名来自于毛泽东所指示的中国共产党的文化艺术方针：“百花齐放，百家争鸣”。据前者设立百花奖，据后者设立金鸡奖。該年為农历雞年，及位于安徽怀宁洪镇有文物“金鸡碑”为戏神碑，立于清雍正八年（1730年）或者上到明代，是研究戏剧史的活化石。
- 1982年，增设“最佳剪辑”、“最佳录音”、“最佳道具”、“最佳服装”、“最佳化妆”、“最佳特技”五项技术奖的评选。
- 1990年，增设“最佳导演处女作奖”。
- 2001年，增设“最佳电视电影奖”。
- 2003年，增设“最佳表演新人奖”，但从次年开始未再颁发过。[4]
- 2004年，取消“最佳合拍片奖”，合拍片开始有资格进行“最佳故事片”的角逐。[5] 同年增设“金鸡奖终身成就奖”。[6]
- 2005年，根据中宣部颁布的《全国性文艺新闻出版评奖管理办法》从第25届开始，金鸡奖改为隔年举办，即奇数年进行评选，偶数年颁发大众电影百花奖。[7] 同时从本年开始，将香港、台湾电影人纳入金鸡奖的评选范围。[8]
- 2011年，随着胶片电影和数字电影界限打破，而中小成本电影市场相对较小，从第28届金鸡奖开始，取消“最佳电视电影”奖项，增设“最佳中小成本电影”。[9]
- 2012年3月，全国政协会议上，政协委员、作协副主席张抗抗和电影文学学会会长王兴东再次提案，申请金鸡奖、百花奖、华表奖、飞天奖、金鹰奖几大中国影视国家级大奖设立“最佳改编剧本奖”。中国影协副主席康健民接受采访时表示，中国电影家协会已经提交了增设“最佳改编剧本奖”、恢复“百花奖最佳编剧”等提案。[10]
- 2013年8月28日，第29届金鸡奖提名名单的新闻发布会上，组委会宣布为了更好的推动文学创作，将最佳编剧奖拆分为“最佳原创剧本”与“最佳改编剧本”两项奖。[11]
- 2019年11月19日，第28届金鸡百花电影节在厦门开幕，开幕式上宣布从今年起金鸡奖将每年评选一次，并且2019年起连续六届在福建厦门举办。[12]此舉被媒體解讀為抵制金馬獎所做出改制的安排[13][14]。
- 2021年，增设“最佳外语片奖”。

## 奖杯
第一代“金鸡”奖杯是以“昂首啼鸣”的金鸡雕像为模型进行倒模而成的，重量在2公斤左右，高度为35厘米，为铸铜镀金构造。目前的奖杯是2019年第32届中国电影金鸡奖起启用的第二代“金鸡”奖杯，由中国美术馆馆长吴为山设计，该奖杯加大了金鸡雕像的鸡冠和尾巴的比例，象征着“时代精神是昂扬的、创新的，永远大踏步前进的，也代表中国电影立于世界电影艺术之林”。

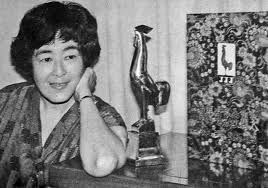
导演黄蜀芹和她的金鸡奖奖杯（图为第一代金鸡奖杯）
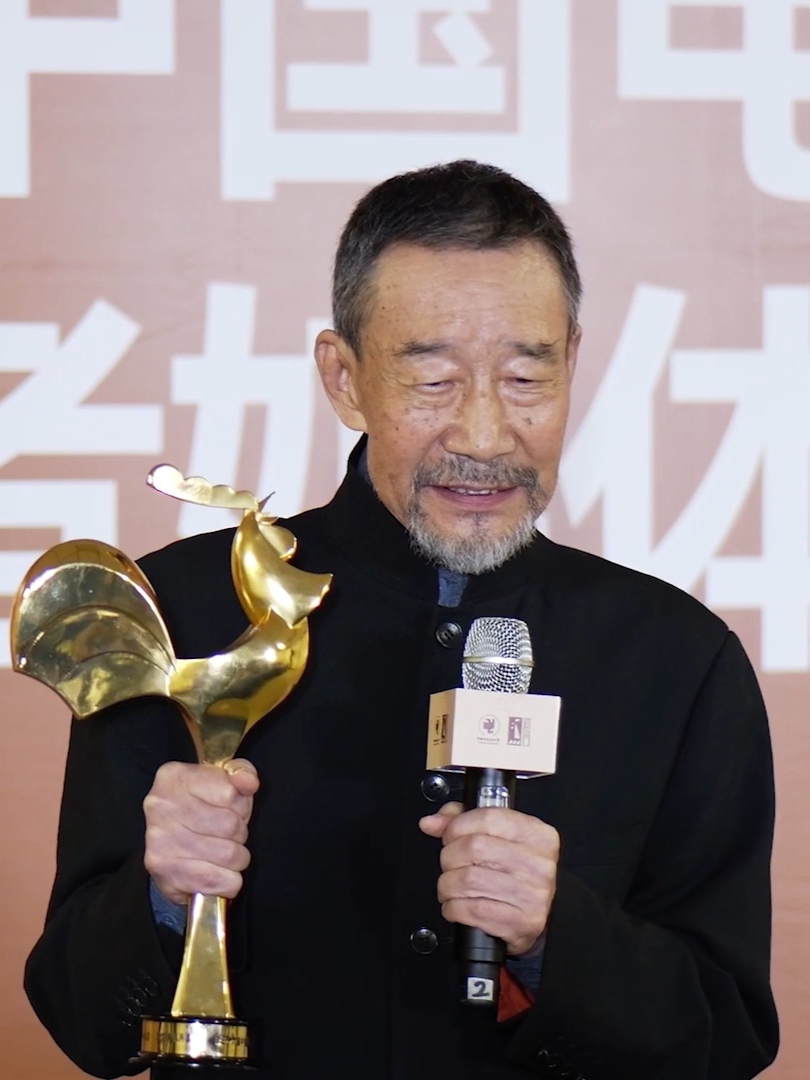
演员李雪健和他的金鸡奖奖杯（图为第二代金鸡奖杯）

## 獎項
| 類別       | 獎項               | 備註                                     |
| ---------- | ------------------ | ---------------------------------------- |
| 影片類     | 最佳故事片         | 1981年设置                               |
| 影片類     | 最佳中小成本故事片 | 2011年设置                               |
| 影片類     | 最佳外语片         | 2021年设置                               |
| 影片類     | 最佳儿童片         | 1986年设置                               |
| 影片類     | 最佳科教片         | 1981年设置                               |
| 影片類     | 最佳纪录片         | 1981年设置                               |
| 影片類     | 最佳美术片         | 1981年设置                               |
| 影片類     | 最佳戏曲片         | 1981年设置                               |
| 个人类     | 最佳导演           | 1981年设置                               |
| 个人类     | 最佳男主角         | 1981年设置                               |
| 个人类     | 最佳女主角         | 1981年设置                               |
| 个人类     | 最佳男配角         | 1981年设置                               |
| 个人类     | 最佳女配角         | 1981年设置                               |
| 个人类     | 最佳编剧           | 1981年设置                               |
| 个人类     | 最佳摄影           | 1981年设置                               |
| 个人类     | 最佳美术           | 1981年设置                               |
| 个人类     | 最佳音乐           | 1981年设置                               |
| 个人类     | 最佳录音           | 1981年设置                               |
| 个人类     | 最佳剪辑           | 1981年设置                               |
| 个人类     | 最佳导演处女作     | 1990年设置                               |
| 特别奖项   | 终身成就奖         | 2004年设置                               |
| 特别奖项   | 评委会特别奖       | 1981年设置                               |
| 已取消奖项 | 最佳男女配角集体奖 | 1982年后分设为最佳男配角奖、最佳女配角奖 |
| 已取消奖项 | 最佳道具           | 1981年设置                               |
| 已取消奖项 | 最佳服装           | 1981年设置                               |
| 已取消奖项 | 最佳化妆           | 1981年设置                               |
| 已取消奖项 | 最佳特技           | 1981年设置                               |
| 已取消奖项 | 最佳電視電影       | 2001年设置，2011年取消                   |
| 已取消奖项 | 最佳表演新人奖     | 2003年设置后取消                         |
| 已取消奖项 | 最佳合拍片         | 2004年取消                               |
| 已取消奖项 | 最佳數字電影       |                                          |
| 已取消奖项 | 最佳烟火           |                                          |

备注：个人单项奖仅限于故事片（含中小成本故事片）和儿童片。

## 评奖流程
- 1993年第13届中国电影金鸡奖评委会（主任萧穆）更改了一次选定的机制，改为初评提名、终评评奖的模式[17]。
- 1997年第17届中国电影金鸡奖在北京进行初评，评委会（主任吴贻弓、陆柱国）有感于参评影片质量不一，建议由自行申报制改为选片制，加入初选环节[18]，形成了初选入围、初评提名、终评评奖的流程。
- 2017年第31届中国电影金鸡奖评委会投票从之前的无记名投票改为实名制投票。
- 2019年第32届中国电影金鸡奖评委会分为故事片/儿童片、美术片、戏曲片、纪录片4个评委会。

| 年份 | 届数 | 报名                         | 初选              | 初评/终评                                                                                |
| ---- | ---- | ---------------------------- | ----------------- | ---------------------------------------------------------------------------------------- |
| 2024 | 37   | 251部                        |                   | 17位故事片评委（主任明振江）、15位其他类评委； 21部故事片/儿童片获得提名；其中11部获奖   |
| 2023 | 36   | 179部 （故事片/儿童片138部） | 故事片/儿童片34部 | 15位故事片评委（主任奚美娟）、15位其他类评委； 24部故事片/儿童片获得提名；其中11部获奖。 |
| 2022 | 35   | 168部 （故事片/儿童片114部） | 故事片/儿童片37部 | 15位故事片评委（主任任仲伦）、15位其他类评委； 28部故事片/儿童片获得提名；其中10部获奖。 |
| 2021 | 34   | 185部 （故事片/儿童片130部） | 故事片/儿童片34部 | 15位故事片评委（主任明振江）、15位其他类评委； 24部故事片/儿童片获得提名；其中13部获奖。 |
| 2020 | 33   | 155部 （故事片/儿童片117部） | 故事片/儿童片41部 | 17位故事片评委（主任尹力）、15位其他类评委； 24部故事片/儿童片获得提名；其中10部获奖。   |

## 历届主要奖项
| 年份 | 届数 | 评委会主任      | 最佳故事片                                 | 最佳导演                                          | 最佳男主角                                            | 最佳女主角                                | 最佳男配角                                  | 最佳女配角                            | 最佳导演处女作                        |
| ---- | ---- | --------------- | ------------------------------------------ | ------------------------------------------------- | ----------------------------------------------------- | ----------------------------------------- | ------------------------------------------- | ------------------------------------- | ------------------------------------- |
| 2024 | 37   | 明振江          | 《第二十条》                               | 陈凯歌《志愿军：雄兵出击》                        | 雷佳音《第二十条》                                    | 李庚希《我们一起摇太阳》                  | 王骁《三大队》                              | 刘丹《乘船而去》                      | 张裕笛《倒仓》                        |
| 2023 | 36   | 奚美娟          | 《封神第一部》                             | 程耳《无名》                                      | 梁朝伟《无名》                                        | 何赛飞《追月》                            | 李雪健《封神第一部》                        | 黄米依《永安镇故事集》                | 刘晓世《长空之王》                    |
| 2022 | 35   | 任仲伦          | 《长津湖》                                 | 陈凯歌、徐克、林超贤《长津湖》                    | 朱一龙《人生大事》                                    | 奚美娟《妈妈！》                          | 辛柏青《漫长的告白》                        | 齐溪《奇迹·笨小孩》                   | 刘江江《人生大事》                    |
| 2021 | 34   | 明振江          | 《守岛人》                                 | 张艺谋《悬崖之上》                                | 张译《悬崖之上》                                      | 张小斐《你好，李焕英》                    | 范伟《一秒钟》                              | 朱媛媛《我的姐姐》                    | 旦真旺甲《随风飘散》                  |
| 2020 | 33   | 尹力            | 《夺冠》                                   | 王瑞《白云之下》                                  | 黄晓明《烈火英雄》                                    | 周冬雨《少年的你》                        | 印小天《烈火英雄》                          | 袁泉《中国机长》                      | 申奥《受益人》                        |
| 2019 | 32   | 陈凯歌          | 《流浪地球》                               | 林超贤《红海行动》                                | 王景春《地久天长》                                    | 咏梅《地久天长》                          | 王志飞《古田军号》                          | 吴玉芳《送我上青云》                  | 文牧野《我不是药神》                  |
| 2017 | 31   | 张建亚          | 《湄公河行动》                             | 冯小刚《我不是潘金莲》                            | 邓超《烈日灼心》                                      | 范冰冰《我不是潘金莲》                    | 王千源《解救吾先生》 于和伟《我不是潘金莲》 | 吴彦姝《搬迁》                        | 文章《陆垚知马俐》                    |
| 2015 | 30   | 尹力            | 《狼图腾》                                 | 徐克《智取威虎山》                                | 张涵予《智取威虎山》                                  | 巴德玛《诺日吉玛》                        | 张译《亲爱的》                              | 邓家佳《全民目击》                    | 陈建斌《一个勺子》                    |
| 2013 | 29   | 奚美娟          | 《中国合伙人》 《周恩来的四个昼夜》        | 陈可辛《中国合伙人》                              | 黄晓明《中国合伙人》 张国立《一九四二》               | 宋佳《萧红》                              | 王庆祥《一代宗师》                          | 王珞丹《搜索》                        | 赵薇《致我们终将逝去的青春》          |
| 2011 | 28   | 丁荫楠          | 《飞天》                                   | 陈力《爱在廊桥》                                  | 孙淳《秋喜》                                          | 娜仁花《额吉》                            | 徐才根《团圆》                              | 国歌《惊沙》                          | 路阳《盲人电影院》                    |
| 2009 | 27   | 翟俊杰          | 《集结号》 《梅兰芳》                      | 冯小刚《集结号》                                  | 吴刚《铁人》                                          | 蒋雯丽《立春》 周迅《李米的猜想》         | 王学圻《梅兰芳》                            | 岳红《走着瞧》                        | 李大为《走四方》                      |
| 2007 | 26   | 李前宽          | 《云水谣》                                 | 尹力《云水谣》 戚健《天狗》                       | 富大龙《天狗》                                        | 刘嘉玲《好奇害死猫》 颜丙燕《爱情的牙齿》 | 王霙《我的长征》                            | 小香玉《鸡犬不宁》                    | 安澜《夜袭》                          |
| 2005 | 25   | 谢铁骊          | 《太行山上》 《可可西里》                  | 马俪文《我们俩》                                  | 成龙《新警察故事》                                    | 金雅琴《我们俩》                          | 唐国强《张思德》                            | 黄梅莹《孔雀》                        | 万玛才旦《静静的嘛呢石》              |
| 2004 | 24   | 仲呈祥          | 《美丽上海》                               | 彭小莲《美丽上海》                                | 刘烨《美人草》                                        | 郑振瑶《美丽上海》 章子怡《茉莉花开》     | 冯远征《美丽上海》                          | 空缺                                  | 方刚亮《上学路上》                    |
| 2003 | 23   | 王晓棠          | 《暖》 《惊涛骇浪》                        | 张艺谋《英雄》                                    | 夏雨《警察有约》                                      | 余男《惊蛰》                              | 赵君《看车人的七月》                        | 徐静蕾《我的美丽乡愁》                | 徐静蕾《我和爸爸》 乌兰塔娜《暖春》   |
| 2002 | 22   | 谢铁骊          | 《美丽的大脚》 《冲出亚马逊》              | 陈凯歌《和你在一起》 杨亚洲《美丽的大脚》         | 宁才《天上草原》                                      | 陶红《生活秀》 倪萍《美丽的大脚》         | 王志文《和你在一起》                        | 袁泉《美丽的大脚》                    | 黄宏《二十五个孩子一个爹》            |
| 2001 | 21   | 滕进贤          | 《毛泽东在1925》                           | 霍建起《蓝色爱情》                                | 戈治均《押解的故事》                                  | 宋春丽《相伴永远》                        | 傅彪《押解的故事》                          | 彭玉《月圆今宵》                      | 齐星《押解的故事》                    |
| 2000 | 20   | 吴贻弓          | 《生死抉择》 《我的父亲母亲》 《横空出世》 | 张艺谋《我的父亲母亲》 陈国星《横空出世》         | 陈道明《我的1919》                                    | 巩俐《漂亮妈妈》                          | 雷明《生死抉择》                            | 陈瑾《横空出世》                      | 空缺                                  |
| 1999 | 19   | 丁萌楠          | 《那山那人那狗》                           | 张艺谋《一个都不能少》                            | 滕汝骏《那山那人那狗》                                | 宁静《黄河绝恋》                          | 杜源《草房子》                              | 袁泉《春天的狂想》                    | 金琛《网络时代的爱情》                |
| 1998 | 18   | 滕进贤          | 《安居》                                   | 胡炳榴《安居》 麦丽丝《一代天骄成吉思汗》         | 冯巩《没事儿偷着乐》                                  | 陶虹《黑眼睛》                            | 葛存壮《周恩来：伟大的朋友》                | 白雪云《安居》                        | 张扬《爱情麻辣烫》                    |
| 1997 | 17   | 吴贻弓、 陆柱国 | 《鸦片战争》                               | 韦廉《大转折》                                    | 刘佩琦《离开雷锋的日子》                              | 于慧《喜莲》                              | 林连昆《鸦片战争》 孙淳《缉毒英雄》         | 马晓晴《我也有爸爸》                  | 芦苇《西夏路迢迢》 周波《捕狼人生》   |
| 1996 | 16   | 苏叔阳          | 《红樱桃》                                 | 吴天明《变脸》                                    | 高明《孔繁森》                                        | 宋春丽《九香》                            | 赵军《吴二哥请神》                          | 郑卫莉《吴二哥请神》                  | 霍建起《赢家》                        |
| 1995 | 15   | 丁萌楠          | 《被告山杠爷》                             | 黄建新、杨亚洲《背靠背，脸对脸》                  | 李仁堂《被告山杠爷》                                  | 艾丽娅《二嫫》                            | 空缺                                        | 剧雪《永失我爱》                      | 范元《被告山杠爷》 宁海强《弹道无痕》 |
| 1994 | 14   | 王晓棠          | 《凤凰琴》                                 | 何平《炮打双灯》                                  | 李保田《凤凰琴》                                      | 潘虹《股疯》                              | 方子哥《无人喝彩》                          | 空缺                                  | 杨韬《燃烧的雪花》                    |
| 1993 | 13   | 萧穆            | 《秋菊打官司》                             | 夏钢《大撒把》                                    | 葛优《大撒把》                                        | 巩俐《秋菊打官司》                        | 魏宗万《三毛从军记》                        | 张力维《人之初》                      | 空缺                                  |
| 1992 | 12   | 石方禹          | 《大决战》                                 | 孙周《心香》 导演创作集体《大决战》               | 王铁成《周恩来》                                      | 宋晓英《烛光里的微笑》                    | 空缺                                        | 丁嘉莉《过年》                        | 空缺                                  |
| 1991 | 11   | 郭维            | 《焦裕禄》                                 | 空缺                                              | 李雪健《焦裕禄》                                      | 奚美娟《假女真情》                        | 空缺                                        | 空缺                                  | 古榕《老店》                          |
| 1990 | 10   | 石方禹          | 《开国大典》                               | 李前宽、肖桂云《开国大典》 谢铁骊、赵云《红楼梦》 | 卢琦《棋王百色起义》                                  | 空缺                                      | 孙飞虎《开国大典》                          | 林默予《红楼梦》                      | 黄军《同年在瑞金》                    |
| 1989 | 9    | 谢晋            | 空缺                                       | 吴子牛《晚钟》、《欢乐英雄》、《阴阳界》          | 陶泽如《晚钟》、《欢乐英雄》 谢园《棋王》、《大喘气》 | 徐守莉《欢乐英雄》《阴阳界》              | 孙敏《晚钟》                                | 空缺                                  | 空缺                                  |
| 1988 | 8    | 谢晋            | 《老井》 《红高粱》                        | 吴天明《老井》                                    | 张艺谋《老井》                                        | 潘虹《井》                                | 李保田《人鬼情》                            | 吕丽萍《老井》                        | 陈凯歌《孩子王》                      |
| 1987 | 7    | 于敏、 石方禹   | 《芙蓉镇》 《孙中山》                      | 丁荫楠《孙中山》                                  | 刘文治《孙中山》                                      | 刘晓庆《芙蓉镇》                          | 空缺                                        | 徐宁《芙蓉镇》                        | -                                     |
| 1986 | 6    | 谢晋            | 《野山》                                   | 颜学恕《野山》                                    | 刘子枫《黑炮事件》                                    | 岳红《野山》                              | 辛明《野山》                                | 王馥荔《日出》                        | -                                     |
| 1985 | 5    | 袁文殊、 张骏祥 | 《红衣少女》                               | 凌子风《边城》                                    | 吕晓禾《高山下的花环》                                | 李羚《黄山来的姑娘》                      | 何伟《高山下的花环》                        | 王玉梅《谭嗣同》 丁一《黄山来的姑娘》 | -                                     |
| 1984 | 4    | 袁文殊、 张骏祥 | 《乡音》                                   | 汤晓丹《廖仲恺》                                  | 董行佶《廖仲恺》 杨在葆《血，总是热的》               | 龚雪《大桥下面》                          | 于是之《秋瑾》                              | 宋晓英《十六号病房》                  | 陈立洲《路》                          |
| 1983 | 3    | 袁文殊、 张骏祥 | 《人到中年》 《骆驼祥子》                  | 吴贻弓《城南旧事》                                | 空缺                                                  | 潘虹《人到中年》 斯琴高娃《骆驼祥子》     | 牛犇《牧马人》                              | 郑振瑶《城南旧事》                    | -                                     |
| 1982 | 2    | 袁文殊、 张骏祥 | 《邻居》                                   | 成荫《西安事变》                                  | 张雁《月亮湾的笑声》                                  | 李秀明《许茂和他的女儿们》                | 孙飞虎《西安事变》                          | 贺小书《被爱情遗忘的角落》            |                                       |
| 1981 | 1    | 袁文殊、 张骏祥 | 《天云山传奇》 《巴山夜雨》                | 谢晋《天云山传奇》                                | 空缺                                                  | 张瑜《庐山恋》、《巴山夜雨》              | -                                           | -                                     | -                                     |

备注：导演处女作奖设立于1989年，此处一并列出1989年之前颁发的特别奖之青年导演奖。

## 历年获奖名单

### 第一届1981年
| 獎項         | 獲獎名單                                                   |
| 第一届1981年 |                                                            |
| 最佳故事片   | 《巴山夜雨》、《天云山传奇》                               |
| 最佳纪录片   | 《刘少奇同志永垂不朽》                                     |
| 最佳科教片   | 《生命与蛋白质——人工合成胰岛素》                           |
| 最佳动画片   | 《三个和尚》                                               |
| 最佳编剧     | 叶楠（《巴山夜雨》）                                       |
| 最佳男主角   | （空缺）                                                   |
| 最佳女主角   | 张瑜（《庐山恋》、《巴山夜雨》）                           |
| 最佳男女配角 | 石灵、欧阳儒秋、茅为惠、林彬、仲星火、卢青（《巴山夜雨》） |
| 最佳摄影     | 许琦（《天云山传奇》）                                     |
| 最佳美术     | 陈绍勉（《天云山传奇》）                                   |
| 最佳美术     | 丁辰（《天云山传奇》）                                     |
| 最佳音乐     | 高田（《巴山夜雨》）                                       |
| 特别         | 向隽殊（《苗苗》）                                         |

### 第二届1982年
| 獎項         | 獲獎名單                                 |
| 第二届1982年 |                                          |
| 最佳故事片   | 《邻居》                                 |
| 最佳纪录片   | 《先驱者之歌》                           |
| 最佳纪录片   | 《莫让年华付水流》                       |
| 最佳科教片   | 《蜜蜂王国》                             |
| 最佳编剧     | 张弦（《被爱情遗忘的角落》）             |
| 最佳导演     | 成荫（《西安事变》）                     |
| 最佳男主角   | 张雁（《月亮湾的笑声》）                 |
| 最佳女主角   | 李秀明（《许茂和他的女儿们》）           |
| 最佳男配角   | 孙飞虎（《西安事变》）                   |
| 最佳女配角   | 贺小书（《被爱情遗忘的角落》）           |
| 最佳摄影     | 邹积勋（《伤逝》、《许茂和他的女儿们》） |
| 最佳美术     | 韩尚义、瞿然馨、李华忠（《子夜》）       |
| 最佳音乐     | 杨绍（《喜盈门》）                       |
| 最佳录音     | 张瑞坤（《沙鸥》）                       |
| 最佳剪辑     | 傅正义（《伤逝》、《知音》）             |
| 最佳道具     | 刘清标（《邻居》）                       |
| 最佳特技     | 戈永良、陈继章、周浩斐（《李慧娘》）     |
| 最佳服装     | 曹颖平（《南昌起义》、《阿Q正传》）      |
| 最佳化妆     | 王希钟、李恩德（《西安事变》）           |
| 特别         | （《钢铁长城》）                         |
| 特别         | （《沙鸥》）张暖忻                       |
| 荣誉         | （《喜盈门》）                           |

### 第三届1983年
| 獎項         | 獲獎名單                                                             |
| 第三届1983年 |                                                                      |
| 最佳故事片   | 《人到中年》、《骆驼祥子》                                           |
| 最佳科教片   | 《昆虫世界-身体构造与功能》                                          |
| 最佳动画片   | 《鹿铃》                                                             |
| 最佳导演     | 吴贻弓（《城南旧事》）                                               |
| 最佳女主角   | 潘虹（《人到中年》）、斯琴高娃（《骆驼祥子》）                       |
| 最佳男配角   | 牛犇（《牧马人》）                                                   |
| 最佳女配角   | 郑振瑶（《城南旧事》）                                               |
| 最佳摄影     | 魏铎（《逆光》）                                                     |
| 最佳美术     | 俞翼如（《骆驼祥子》）                                               |
| 最佳音乐     | 吕其明（《城南旧事》）                                               |
| 最佳剪辑     | 周鼎文（《牧马人》）                                                 |
| 最佳道具     | 邓成玉（《骆驼祥子》）                                               |
| 最佳烟火     | 于泽、王全荣、邱必奎（《风雨下钟山》）                               |
| 最佳特技     | 李再春、门玉凤、朱革、藤春飞、张尔瓒、邢培修、金燕茜（《孔雀公主》） |
| 最佳化妆     | 颜碧君、许建新、李遵训（《风雨下钟山》）                             |
| 特别         | 《一盘没有下完的棋》、《茶馆》、《泉水叮咚》                         |

### 第四届1984年
| 獎項         | 獲獎名單                                                     |
| 第四届1984年 |                                                              |
| 最佳故事片   | 《乡音》                                                     |
| 最佳纪录片   | 《我们看到的日本》                                           |
| 最佳科教片   | 《灰喜鹊》                                                   |
| 最佳动画片   | 《鹬蚌相争》                                                 |
| 最佳导演     | 汤晓丹（《廖仲恺》）                                         |
| 最佳男主角   | 董行佶（《廖仲恺》）、杨在葆（《血，总是热的》）             |
| 最佳女主角   | 龚雪（《大桥下面》）                                         |
| 最佳男配角   | 于是之（《秋瑾》）                                           |
| 最佳女配角   | 宋晓英（《十六号病房》）                                     |
| 最佳摄影     | 杨光远（《再生之地》）                                       |
| 最佳美术     | 王兴文（《李冰》上、下集）                                   |
| 最佳录音     | 史平一（《再生之地》）                                       |
| 最佳道具     | 徐国梁（《秋瑾》）                                           |
| 最佳特技     | 董振声、才汝质、雒廷富、陶世恭、纪景春、王大雨（《火焰山》） |
| 最佳服装     | 费兰馨、朱凤堂、李琴（《再生之地》）                         |
| 最佳化妆     | 王玢瑞、纪伟华（《李冰》）                                   |
| 特别         | 《毛泽东》、《四渡赤水》、《不该发生的故事》、《候补队员》   |
| 特别         | 陈立洲（《路》）                                             |

### 第五届1985年
| 獎項         | 獲獎名單                   |
| 第五届1985年 |                            |
| 最佳故事片   | 《红衣少女》               |
| 最佳纪录片   | 《零的突破》               |
| 最佳科教片   | 《广开节能之路》           |
| 最佳科教片   | 《细胞重建》               |
| 最佳动画片   | 《火童》                   |
| 最佳戏剧片   | 《五女拜寿》               |
| 最佳编剧     | 李存葆（《高山下的花环》） |
| 最佳导演     | 凌子风（《边城》）         |
| 最佳男主角   | 吕晓禾（《高山下的花环》） |
| 最佳女主角   | 李羚（《黄山来的姑娘》）   |
| 最佳男配角   | 何伟（《高山下的花环》）   |
| 最佳女配角   | 王玉梅（《谭嗣同》）       |
| 最佳摄影     | 张艺谋（《黄土地》）       |
| 最佳美术     | 张之楚（《雅马哈鱼档》）   |
| 最佳音乐     | 许友夫（《人生》）         |
| 最佳录音     | 冯德耀（《雷雨》）         |
| 最佳录音     | 苗振宇（《雷雨》）         |
| 最佳剪辑     | 周鼎文（《高山下的花环》） |

### 第六届1986年
| 獎項         | 獲獎名單                                                   |
| 第六届1986年 |                                                            |
| 最佳故事片   | 《野山》                                                   |
| 最佳纪录片   | 《抗日烽火》                                               |
| 最佳纪录片   | 《手》                                                     |
| 最佳科教片   | 《崛起的第三金属-钛》                                      |
| 最佳动画片   | 《金猴降妖》                                               |
| 最佳编剧     | 万方、曹禺（《日出》）                                     |
| 最佳导演     | 颜学恕（《野山》）                                         |
| 最佳男主角   | 刘子枫（《黑炮事件》）                                     |
| 最佳女主角   | 岳红（《野山》）                                           |
| 最佳男配角   | 辛明（《野山》）                                           |
| 最佳女配角   | 王馥荔（《日出》）                                         |
| 最佳摄影     | 郑康振、赵晓时（《绝响》）                                 |
| 最佳美术     | 张景文、彭俊（《绝响》）                                   |
| 最佳录音     | 李岚华（《野山》）                                         |
| 特别奖       | 《咱们的退伍兵》、《迷人的乐队》、王苹（《中国革命之歌》） |

### 第七届1987年
| 獎項         | 獲獎名單                             |
| 第七届1987年 |                                      |
| 最佳故事片   | 《孫中山》（上、下）、《芙蓉镇》     |
| 最佳纪录片   | 《一瞬与十年》                       |
| 最佳动画片   | 《超级肥皂》                         |
| 最佳编剧     | 田军利、费林军（《血战台儿庄》）     |
| 最佳导演     | 丁荫楠（《孫中山》）                 |
| 最佳男主角   | 刘文治（《孫中山》）                 |
| 最佳女主角   | 刘晓庆（《芙蓉镇》）                 |
| 最佳女配角   | 徐宁（《芙蓉镇》）                   |
| 最佳女配角   | 丁嘉莉（《山林中头一个女人》）       |
| 最佳摄影     | 侯咏、王亨里（《孫中山》）           |
| 最佳美术     | 闵宗泗（《孫中山》）                 |
| 最佳美术     | 金绮芬（《芙蓉镇》）                 |
| 最佳音乐     | 施万春（《孫中山》）                 |
| 最佳录音     | 来启箴、吴凌（《山林中头一个女人》） |
| 最佳剪辑     | 冯惠琳（《孫中山》）                 |
| 最佳剪辑     | 严秀英、周夏娟（《孫中山》）         |

### 第八届1988年
| 獎項         | 獲獎名單                             |
| 第八届1988年 |                                      |
| 最佳故事片   | 《老井》、《红高粱》                 |
| 最佳科教片   | 《轰击原子核的大炮--粒子加速器》     |
| 最佳编剧     | 宋国勋、李子羽、黄蜀芹（《人鬼情》） |
| 最佳导演     | 吴天明（《老井》）                   |
| 最佳男主角   | 张艺谋（《老井》）                   |
| 最佳女主角   | 潘虹（《井》）                       |
| 最佳男配角   | 李保田（《人鬼情》）                 |
| 最佳女配角   | 吕丽萍（《老井》）                   |
| 最佳摄影     | 顾长卫（《红高粱》、《孩子王》）     |
| 最佳美术     | 陈绍华（《孩子王》）                 |
| 最佳音乐     | 赵季平（《红高粱》）                 |
| 最佳录音     | 顾长宁（《红高粱》）                 |
| 最佳剪辑     | 汪大儒（《山雀儿》）                 |

### 第九届1989年
| 獎項         | 獲獎名單                                                       |
| 第九届1989年 |                                                                |
| 最佳纪录片   | 《蛇口奏鸣曲》                                                 |
| 最佳科教片   | 《增长的代价——人口与经济》                                     |
| 最佳动画片   | 《山水情》                                                     |
| 最佳儿童片   | 《多梦时节》                                                   |
| 最佳导演     | 吴子牛（《晚钟》、《欢乐英雄》、《阴阳界》                     |
| 最佳男主角   | 陶泽如（《晚钟》、《欢乐英雄》）、谢园（《棋王》、《大喘气》） |
| 最佳女主角   | 徐守莉（《欢乐英雄》、《阴阳界》）                             |
| 最佳男配角   | 孙敏（《晚钟》）                                               |
| 最佳摄影     | 侯咏（《晚钟》）                                               |
| 最佳美术     | 邵瑞刚、扈洪元（《村路带我回家》）                             |
| 最佳剪辑     | 钟芙蓉（《疯狂的代价》）                                       |

### 第十届1990年
| 獎項           | 獲獎名單                                                             |
| 第十届1990年   |                                                                      |
| 最佳故事片     | 《开国大典》（上、下集）                                             |
| 最佳纪录片     | 《情系巴山》                                                         |
| 最佳科教片     | 《脑海》                                                             |
| 最佳儿童片     | 《豆蔻年华》、《普莱维梯彻公司》                                     |
| 最佳编剧       | 张天民、张笑天、刘星、郭晨（《开国大典》）                           |
| 最佳导演       | 李前宽、肖桂云（《开国大典》）、谢铁骊、赵元（《红楼梦》第一、二部） |
| 最佳导演处女作 | 《童年在瑞金》                                                       |
| 最佳男主角     | 卢奇（《百色起义》）                                                 |
| 最佳男配角     | 孙飞虎（《开国大典》）                                               |
| 最佳女配角     | 林默予（《红楼梦》）                                                 |
| 最佳摄影       | 李晨声（《哦，香雪》）、赵俊宏（《庭院深深》）（上、下集）           |
| 最佳美术       | 杨占家、陈翼云（《红楼梦》）                                         |
| 最佳音乐       | 杨矛（《庭院深深》）                                                 |
| 最佳录音       | 冯德耀（《庭院深深》）                                               |
| 最佳剪辑       | 吴方海（《开国大典》）                                               |
| 最佳服装       | 夏亚一、丁梅先、姜锦明、赵茹华、张璇、洪军、刘惠萍（《红楼梦》）     |

### 第十一届1991年
| 獎項           | 獲獎名單                                 |
| 第十一届1991年 |                                          |
| 最佳故事片     | 《焦裕禄》                               |
| 最佳纪录片     | 《周恩來》（上、下集）                   |
| 最佳科教片     | 《花》                                   |
| 最佳动画片     | 《雁阵》                                 |
| 最佳儿童片     | 《我的九月》                             |
| 最佳导演处女作 | 古榕（《老店》）                         |
| 最佳男主角     | 李雪健（《焦裕禄》）                     |
| 最佳女主角     | 奚美娟（《假女真情》）                   |
| 最佳摄影       | 伊·呼和乌拉（《骑士风云》）              |
| 最佳美术       | 钱运选（《双旗镇刀客》）                 |
| 最佳录音       | 李家进（《老店》）                       |
| 最佳剪辑       | 王志华（《骑士风云》）                   |
| 最佳道具       | 高建华、孙国明、王书堂（《大城市1990》） |
| 特别           | 冯小宁（《战争子午线》）                 |
| 特别           | 冯小宁（《大气层消失》）                 |
| 特别           | 《大城市1990》                           |

### 第十二届1992年
| 獎項           | 獲獎名單                                 |
| 第十二届1992年 |                                          |
| 最佳故事片     | 《大决战》                               |
| 最佳纪录片     | 《我们走过的日子》                       |
| 最佳科教片     | 《低温核供热堆》                         |
| 最佳科教片     | 《企鹅大帝》                             |
| 最佳儿童片     | 《烛光里的微笑》                         |
| 最佳编剧       | 汪天云、黄亚洲（《开天辟地》（上、下集） |
| 最佳导演       | 《大决战》导演组                         |
| 最佳导演       | 孙周（《心香》）                         |
| 最佳男主角     | 王铁成（《周恩來》）（上、下集）         |
| 最佳女主角     | 宋晓英（《烛光里的微笑》）               |
| 最佳女配角     | 丁嘉莉（《过年》）                       |
| 最佳摄影       | 姚力（《心香》）                         |
| 最佳美术       | 《大决战》                               |
| 最佳音乐       | 金复载（《风雨故园》、《清凉寺的钟声》） |
| 最佳录音       | 邓清华、冯径生、陆洪（《心香》）         |
| 最佳剪辑       | 《大决战》                               |
| 最佳道具       | 《大决战》                               |
| 最佳烟火       | 《大决战》                               |
| 最佳化妆       | 颜碧君、王希钟（《周恩來》）             |
| 特别           | 《周恩來》、《开天辟地》                 |

### 第十三届1993年
| 獎項           | 獲獎名單                         |
| 第十三届1993年 |                                  |
| 最佳故事片     | 《秋菊打官司》                   |
| 最佳纪录片     | 《天界》                         |
| 最佳科教片     | 《昼夜节律》                     |
| 最佳动画片     | 靳喜武（《杨贵妃》）             |
| 最佳儿童片     | 《三毛从军记》                   |
| 最佳编剧       | 王兴东（《蒋筑英》）             |
| 最佳导演       | 夏钢（《大撒把》）               |
| 最佳男主角     | 葛优（《大撒把》）               |
| 最佳女主角     | 巩俐（《秋菊打官司》）           |
| 最佳男配角     | 魏宗万（《三毛从军记》）         |
| 最佳女配角     | 张力维（《人之初》）             |
| 最佳摄影       | 李晨声（《离婚》）               |
| 最佳录音       | 詹新（《阙里人家》）             |
| 最佳剪辑       | 张晓东（《站直啰，别趴下》）     |
| 最佳服装       | 李建群（《杨贵妃》）             |
| 最佳化妆       | 殷丽华、沈东生（《三毛从军记》） |
| 最佳化妆       | 杨允铭（《离婚》）               |
| 特别           | 漠风                             |

### 第十四届1994年
| 獎項           | 獲獎名單                                               |
| 第十四届1994年 |                                                        |
| 最佳故事片     | 《凤凰琴》                                             |
| 最佳纪录片     | 《水中影》                                             |
| 最佳科教片     | 《第十三片绿叶》                                       |
| 最佳动画片     | 《鹿女》                                               |
| 最佳编剧       | 桔生、刘醒龙、卜炎贵（《凤凰琴》）                     |
| 最佳导演       | 何平（《炮打双灯》）                                   |
| 最佳男主角     | 李保田（《凤凰琴》）                                   |
| 最佳女主角     | 潘虹（《股疯》）                                       |
| 最佳男配角     | 方子哥（《无人喝彩》）                                 |
| 最佳摄影       | 格日图（《东归英雄传》）                               |
| 最佳美术       | 钱运选（《炮打双灯》）、吕志昌、杨保成（《重庆谈判》） |
| 最佳音乐       | 曹·道尔基（《东归英雄传》）                            |
| 最佳录音       | 李伯江（《云南故事》）                                 |
| 最佳剪辑       | 徐栋、钱丽丽（《都市情话》）                           |
| 特别           | 《东归英雄传》                                         |
| 特别           | 《早春一吻》                                           |

### 第十五届1995年
| 獎項           | 獲獎名單                                               |
| 第十五届1995年 |                                                        |
| 最佳故事片     | 《被告山杠爷》、《没有原告的杀人事件》                 |
| 最佳纪录片     | 《往事歌谣》                                           |
| 最佳科教片     | 《果实蝇》                                             |
| 最佳动画片     | 《白色的蛋》                                           |
| 最佳编剧       | 毕必成、范元（《被告山杠爷》、《没有原告的杀人事件》） |
| 最佳导演       | 黄建新、杨亚洲（《背靠背，脸对脸》）                   |
| 最佳男主角     | 李仁堂（《被告山杠爷》、《没有原告的杀人事件》）       |
| 最佳女主角     | 艾丽娅（《二嫫》）                                     |
| 最佳女配角     | 剧雪（《永失我爱》）                                   |
| 最佳摄影       | 鲍肖然（《南中国1994》）                               |
| 最佳美术       | 杨钢（《征服者》）                                     |
| 最佳音乐       | 常宏宇（《征服者》）                                   |
| 最佳剪辑       | 孙惠民（《绝境蓬生》）                                 |
| 特别           | 张建亚（《绝境蓬生》）                                 |

### 第十六届1996年
| 獎項           | 獲獎名單                 |
| 第十六届1996年 |                          |
| 最佳故事片     | 《红樱桃》               |
| 最佳纪录片     | 《男与女》               |
| 最佳科教片     | 《种子正传》             |
| 最佳动画片     | 《自古英雄出少年》       |
| 最佳导演       | 吴天明（《变脸》）       |
| 最佳男主角     | 高明（《孔繁森》）       |
| 最佳女主角     | 宋春丽（《九香》）       |
| 最佳男配角     | 赵军（《吴二哥请神》）   |
| 最佳女配角     | 郑卫莉（《吴二哥请神》） |
| 最佳摄影       | 肖风（《人约黄昏》）     |
| 最佳美术       | 《人约黄昏》             |
| 最佳音乐       | 赵季平（《孔繁森》）     |
| 最佳录音       | 李岚华（《红樱桃》）     |
| 最佳剪辑       | 张建华（《悲情布鲁克》） |

### 第十七届1997年
| 獎項           | 獲獎名單                                         |
| 第十七届1997年 |                                                  |
| 最佳故事片     | 《鸦片战争》                                     |
| 最佳纪录片     | 《山梁》                                         |
| 最佳科教片     | 《介入疗法》                                     |
| 最佳动画片     | 《百鸟衣》                                       |
| 最佳儿童片     | 《我也有爸爸》                                   |
| 最佳合拍故事片 | 《宋氏三姐妹》                                   |
| 最佳剧本       | 王兴东（《离开雷锋的日子》）                     |
| 最佳导演       | 韦廉（《大转折》）                               |
| 最佳导演处女作 | 周波（《捕狼人生》）、芦苇（《西夏路迢迢》）     |
| 最佳男主角     | 刘佩琦（《离开雷锋的日子》）                     |
| 最佳女主角     | 于慧（《喜莲》）                                 |
| 最佳男配角     | 林连昆（《鸦片战争》）、孙淳（《缉毒英雄》）     |
| 最佳女配角     | 马晓晴（《我也有爸爸》）                         |
| 最佳摄影       | 候咏（《鸦片战争》）                             |
| 最佳美术       | 孙永印、崔登高、张飙（《大转折》）               |
| 最佳音乐       | 金复载（《红河谷》）                             |
| 最佳录音       | 王学义、来启箴（《鸦片战争》）                   |
| 最佳剪辑       | 冯四海（《红河谷》）                             |
| 最佳道具       | 张先春（《鸦片战争》）                           |
| 最佳烟火       | 于泽、魏新才、邱必奎、王其军、杨奎（《大转折》） |
| 特别           | （《埋伏》）                                     |

### 第十八届1998年
| 獎項             | 獲獎名單                           |
| 第十八届1998年   |                                    |
| 最佳故事片       | 《安居》                           |
| 最佳纪录片       | 《周恩来外交风云》                 |
| 最佳科教片       | 《基因与转基因动物》               |
| 最佳动画片       | 《蝶双飞》                         |
| 最佳儿童片       | 《花季．雨季》                     |
| 最佳合拍故事片   | （《半生缘》                       |
| 外国影片最佳译制 | （《泰坦尼克号》                   |
| 最佳剧本         | 陆柱国（《大进军——席卷大西南》）   |
| 最佳导演         | 胡炳榴（《安居》）                 |
| 最佳导演         | 塞夫麦丽丝（《一代天骄成吉思汗》） |
| 最佳导演处女作   | 张扬（《爱情麻辣烫》）             |
| 最佳男主角       | 冯巩（《没事偷着乐》）             |
| 最佳女主角       | 陶虹（《黑眼睛》）                 |
| 最佳男配角       | 葛存壮（《周恩来——伟大的朋友》）   |
| 最佳女配角       | 白雪云（《安居》）                 |
| 最佳摄影         | 穆德远（《一代天骄成吉思汗》）     |
| 最佳美术         | 陈耀功（《长征》）                 |
| 最佳音乐         | 章绍同（《相爱在西双版纳》）       |
| 最佳录音         | 章文（《一代天骄成吉思汗》）       |
| 最佳剪辑         | 程珑（《红色恋人》）               |
| 最佳服装         | 茹美琪（《一代天骄成吉思汗》）     |
| 特别             | 《大进军——席卷大西南》             |
| 特别             | 潘予（《安居》）                   |

### 第十九届1999年
| 獎項           | 獲獎名單                                         |
| 第十九届1999年 |                                                  |
| 最佳故事片     | 《那山、那人、那狗》                             |
| 最佳纪录片     | 《共和国主席刘少奇》                             |
| 最佳科教片     | 《征服病毒病》                                   |
| 最佳动画片     | 《宝莲灯》                                       |
| 最佳儿童片     | 《草房子》                                       |
| 最佳编剧       | 曹文轩（《草房子》）                             |
| 最佳导演       | 张艺谋（《一个都不能少》）                       |
| 最佳导演处女作 | 金琛（《网络时代的爱情》）                       |
| 最佳男主角     | 滕汝俊（《那山那人那狗》）                       |
| 最佳女主角     | 宁静（《黄河绝恋》）                             |
| 最佳男配角     | 杜源（《草房子》）                               |
| 最佳女配角     | 袁泉（《春天的狂想》）                           |
| 最佳摄影       | 赵非（《荆轲刺秦王》）                           |
| 最佳美术       | 屠居华、林琦（《荆轲刺秦王》）                   |
| 最佳音乐       | 李戈（《黄河绝恋》）                             |
| 最佳录音       | 陶经（《荆轲刺秦王》）                           |
| 最佳剪辑       | 杜媛、刘小琴（《网络时代的爱情》）               |
| 最佳道具       | 朱明、易振洲（《荆轲刺秦王》）                   |
| 最佳烟火       | 尹星云、白存平、岑大松、申起进（《铁血大动脉》） |
| 最佳特技美术   | 冯小宁（《黄河绝恋》）                           |
| 最佳置景       | 侯福兴、沈忠培（《上海纪事》）                   |
| 最佳化妆       | 夏小玫、张帮宠、尹潇潇（《国歌》）               |

### 第二十届2000年
| 獎項           | 獲獎名單                       |
| 第二十届2000年 |                                |
| 最佳故事片     | 《生死抉择》                   |
| 最佳故事片     | 《我的父亲母亲》               |
| 最佳故事片     | 《横空出世》                   |
| 最佳科教片     | 《宇宙与人》                   |
| 最佳合拍故事片 | 《西洋镜》                     |
| 最佳剧本       | 贺子壮、宋继高（《生死抉择》） |
| 最佳导演       | 张艺谋（《我的父亲母亲》）     |
| 最佳导演       | 陈国星（《横空出世》）         |
| 最佳男主角     | 陈道明（《我的1919》）         |
| 最佳女主角     | 巩俐（《漂亮妈妈》）           |
| 最佳男配角     | 雷明（《生死抉择》）           |
| 最佳女配角     | 陈谨（《横空出世》）           |
| 最佳摄影       | 张黎（《横空出世》）           |
| 最佳摄影       | 池小宁（《横空出世》）         |
| 最佳摄影       | 侯咏（《我的父亲母亲》）       |
| 最佳美术       | 林潮翔（《横空出世》）         |
| 最佳美术       | 曹久平（《我的父亲母亲》）     |
| 最佳音乐       | 张千一（《横空出世》）         |
| 最佳录音       | 郑春雨（《横空出世》）         |
| 最佳故事片特别 | （《紧急迫降》）               |
| 最佳导演特别   | 路学长（《非常夏日》）         |
| 最佳剧本特别   | 扎西达娃、谢飞（《益西卓玛》） |
| 最佳女主角特别 | 丹增卓嘎（《益西卓玛》）       |

### 第二十一届2001年
| 獎項             | 獲獎名單                       |
| 第二十一届2001年 |                                |
| 最佳故事片       | 《毛泽东在1925》               |
| 最佳纪录片       | 《东方巨响——两弹一星实录》     |
| 最佳戏曲片       | 《生死泪》                     |
| 最佳编剧         | 王晓棠、王宸（《芬芳誓言》）   |
| 最佳导演         | 霍建起（《蓝色爱情》）         |
| 最佳导演处女作   | 齐星（《押解的故事》）         |
| 最佳男主角       | 戈治均（《押解的故事》）       |
| 最佳女主角       | 宋春丽（《相伴永远》）         |
| 最佳男配角       | 傅彪（《押解的故事》）         |
| 最佳女配角       | 彭玉（《月圆今宵》）           |
| 最佳摄影         | 蔡抒南、崔新萍（《血性山谷》） |
| 最佳摄影         | 冯小宁（《紫日》）             |
| 最佳美术         | 屠居华（《相伴永远》）         |
| 最佳音乐         | 叶小刚（《刮痧》）             |
| 最佳录音         | 冯德耀（《刘天华》）           |
| 最佳电视电影     | 《王勃之死》、《上车，走吧》   |

### 第二十二届2002年
| 獎項             | 獲獎名單                                           |
| 第二十二届2002年 |                                                    |
| 最佳故事片       | 《美丽的大脚》、《冲出亚马逊》                     |
| 最佳女主角       | 陶红（《生活秀》）、倪萍（《美丽的大脚》）         |
| 最佳男主角       | 宁才（《天上草原》）                               |
| 最佳导演         | 杨亚洲（《美丽的大脚》）、陈凯歌（《和你在一起》） |
| 最佳编剧         | 思芜（《生活秀》）                                 |
| 最佳男配角       | 王志文（《和你在一起》）                           |
| 最佳女配角       | 袁泉（《美丽的大脚》）                             |
| 最佳美术         | 全荣哲（《冲出亚马逊》）                           |
| 最佳摄影         | 董亚春（《冲出亚马逊》）                           |
| 最佳录音         | 吕家进（《小城之春》）                             |
| 最佳音乐         | 三宝（《天上草原》）                               |

### 第二十三届2003年
| 獎項             | 獲獎名單                                       |
| 第二十三届2003年 |                                                |
| 最佳故事片       | 《暖》、《惊涛骇浪》                           |
| 最佳女主角       | 余男（《惊蛰》）                               |
| 最佳男主角       | 夏雨（《警察有约》）                           |
| 最佳导演         | 张艺谋（《英雄》）                             |
| 最佳编剧         | 秋实（《暖》）                                 |
| 最佳男配角       | 赵君（《看车人的七月》）                       |
| 最佳女配角       | 徐静蕾（《我的美丽乡愁》）                     |
| 最佳美术         | 霍廷霄、易振洲（《英雄》）                     |
| 最佳摄影         | 穆德远、董亚春、姜力军、陈远良（《惊涛骇浪》） |
| 最佳录音         | 陶经（《英雄》）                               |
| 最佳音乐         | 章绍同（《台湾往事》）                         |
| 导演处女作       | 徐静蕾（《我和爸爸》）、乌兰塔娜（《暖春》）   |
| 最佳纪录片       | 《钢琴梦》                                     |
| 最佳动画片       | 《回想》                                       |
| 最佳电视电影片   | 《马世清离婚》                                 |
| 最佳特技         | 孟浩、刘言韬、冯旭因（《惊涛骇浪》）           |
| 表演新人         | 李敏（《婼玛的十七岁》                         |
| 最佳置景         | 姜述义、杨印华（《惊涛骇浪》）                 |
| 最佳化装         | 徐广瑞（《邓小平》）                           |
| 特别             | 李丁（《家有轿车》）                           |
| 故事片特别       | 《邓小平》                                     |

### 第二十四届2004年
| 獎項             | 獲獎名單                 |
| 第二十四届2004年 |                          |
| 最佳故事片       | 《美丽上海》             |
| 最佳男主角       | 刘烨（《美人草》）       |
| 最佳女主角       | 郑振瑶、章子怡           |
| 最佳男配角       | 冯远征（《美丽上海》）   |
| 最佳导演         | 彭小莲（《美丽上海》）   |
| 最佳编剧         | 赵冬苓（《上学路上》）   |
| 最佳导演处女作   | 方刚亮（《上学路上》）   |
| 最佳摄影         | 梁明（《两个人的芭蕾》） |

### 第二十五届2005年
| 獎項             | 獲獎名單                         |
| 第二十五届2005年 |                                  |
| 最佳故事片       | 《太行山上》、《可可西里》       |
| 最佳电视电影片   | 《我们》                         |
| 最佳导演         | 马俪文（《我们俩》）             |
| 最佳男主角       | 成龙（《新警察故事》）           |
| 最佳女主角       | 金雅琴（我们俩》）               |
| 最佳男配角       | 唐国强（《张思德》）             |
| 最佳女配角       | 黄梅莹（《孔雀》）               |
| 最佳纪录片       | 《走近毛泽东》                   |
| 最佳动画片       | 《梁山伯与祝英台》               |
| 最佳编剧         | 刘恒（《张思德》）               |
| 导演处女作       | 万玛才旦（《静静的喇嘛石》）     |
| 最佳摄影         | 李屏宾（《一个陌生女人的来信》） |
| 最佳音乐         | 叶小纲（《太行山上》）           |
| 最佳录音         | 张磊、李安磊（《太行山上》）     |
| 最佳美术         | 曹久平（《一个陌生女人的来信》） |
| 终身成就         | 谢铁骊、谢晋                     |

### 第二十六届2007年
| 獎項                           | 獲獎名單                                     |
| 第二十六届2007年               |                                              |
| 最佳故事片                     | 《雲水謠》                                   |
| 最佳導演                       | 戚健《天狗》、尹力《雲水謠》                 |
| 最佳男主角                     | 富大龍《天狗》                               |
| 最佳女主角                     | 劉嘉玲《好奇害死貓》 、 顏丙燕《愛情的牙齒》 |
| 最佳男配角                     | 王霙《我的長征》                             |
| 最佳女配角                     | 小香玉《雞犬不寧》                           |
| 最佳編劇                       | 唐灝、張思濤、張弛、胡坤《東京審判》         |
| 最佳攝影                       | 曾念平《門》                                 |
| 最佳錄音                       | 鄭春雨《雲水謠》                             |
| 最佳美術                       | 易振洲《墨攻》                               |
| 最佳音樂                       | 舒楠《香巴拉信使》                           |
| 最佳導演處女作獎               | 安瀾《夜襲》                                 |
| 最佳紀錄片                     | 《又見梅蘭芳》                               |
| 最佳科教片                     | 《圓明園》                                   |
| 最佳美術片                     | 《勇士》                                     |
| 最佳數字電影                   | 《棋王和他的兒子》                           |
| 最佳兒童片                     | 《魔法小葫蘆》                               |
| 終身成就獎                     | 陸柱國、張瑞芳                               |
| 聯合國教科文組織特別文化貢獻獎 | 柳城                                         |
| 評委會特別榮譽獎               | 《我的長征》                                 |

### 第二十七届2009年
| 獎項             | 獲獎名單                          |
| 第二十七届2009年 |                                   |
| 最佳故事片       | 《集结号》 《梅兰芳》             |
| 最佳导演         | 冯小刚 《集结号》                 |
| 最佳男主角       | 吴刚 《铁人》                     |
| 最佳女主角       | 周迅《李米的猜想》 蒋雯丽《立春》 |
| 最佳编剧         | 江海洋、谷白、宗福先 《高考1977》 |
| 最佳男配角       | 王学圻《梅兰芳》                  |
| 最佳女配角       | 岳红《走着瞧》                    |
| 最佳导演处女作   | 李大为《走着瞧》                  |
| 最佳摄影         | 吕乐 《集结号》                   |
| 最佳美术         | 芦月林 余麦多 《铁人》            |
| 最佳录音         | 王乐文 李安磊 安韶峰《八月一日》  |
| 最佳音乐         | 王黎光 《集结号》                 |
| 最佳纪录片       | 《决战太原》                      |
| 最佳科教片       | 《月球探秘》                      |
| 最佳儿童片       | 《走路上学》                      |
| 最佳美术片       | 《马兰花》                        |
| 最佳数字电影     | 《走四方》                        |
| 最佳戏曲片       | 《廉吏于成龙》                    |
| 评委会特别奖     | 故事片特别奖《八月一日》          |
| 编剧特别奖       | 程晓玲《清水的故事》              |
| 终身成就奖       | 秦怡、于蓝                        |

### 第二十八届2011年
| 獎項               | 獲獎名單                             |
| 第二十八届2011年   |                                      |
| 最佳故事片         | 《飞天》                             |
| 最佳纪录片         | 《天赐》                             |
| 最佳科教片         | 《变暖的地球》                       |
| 最佳美术片         | 《兔侠传奇》                         |
| 最佳戏曲片         | 《响九霄》                           |
| 最佳中小成本故事片 | 《老寨》                             |
| 最佳儿童片         | 《守护童年》                         |
| 最佳编剧           | 程晓玲(《岁岁清明》)                 |
| 最佳导演           | 陈力(《爱在廊桥》)                   |
| 导演处女作奖       | 路阳(《盲人电影院》)                 |
| 最佳男主角         | 孙淳(《秋喜》)                       |
| 最佳女主角         | 娜仁花(《额吉》)                     |
| 最佳男配角         | 徐才根(《团圆》)                     |
| 最佳女配角         | 国歌(《惊沙》)                       |
| 最佳摄影           | 孙明(《秋之白华》)                   |
| 最佳录音           | 王丹戎(《建国大业》)                 |
| 最佳美术           | 霍廷霄(《唐山大地震》)               |
| 最佳音乐           | 王黎光(《唐山大地震》)               |
| 评委会特别影人奖   | 朱旭(《我们天上见》)                 |
| 评委会特别影片奖   | 《钢的琴》                           |
| 终身成就奖         | 向隽姝(配音艺术家)、傅正义(剪辑大师) |

### 第二十九届2013年
| 獎項               | 獲獎名單                                  |
| 第二十九届2013年   |                                           |
| 最佳故事片         | 《中國合夥人》《周恩來的四個晝夜》        |
| 最佳導演           | 陳可辛《中國合夥人》                      |
| 評委會特別獎       | 《一九四二》、吳天明                      |
| 最佳男主角         | 張國立《一九四二》、黃曉明(《中國合夥人》 |
| 最佳女主角         | 宋佳《蕭紅》                              |
| 最佳男配角         | 王慶祥《一代宗師》                        |
| 最佳女配角         | 王珞丹《搜索》                            |
| 最佳導演處女作     | 趙薇《致我們終將逝去的青春》              |
| 最佳紀錄片         | 《冰血長津湖》                            |
| 組委會獎           | 《忠誠與背叛》                            |
| 最佳原創劇本       | 黃宏、王金明《傾城》                      |
| 最佳改編劇本       | 劉震雲《1942》                            |
| 終身成就獎         | 于敏、劉學堯                              |
| 最佳科教片         | 《氣候變化與糧食安全》                    |
| 最佳美術片         | 《終極大冒險》                            |
| 最佳戲曲片         | 《蘭梅記》《紅樓夢》(舊版新版)            |
| 最佳中小成本故事片 | 《萬箭穿心》                              |
| 最佳兒童片         | 《我的影子在奔跑》                        |
| 最佳攝影           | 呂樂《1942》                              |
| 最佳錄音           | 吳江《1942》                              |
| 最佳美術           | 張叔平、邱偉明(《一代宗師》)              |
| 最佳音樂           | 章紹同(《周恩來的四個晝夜》)              |

### 第三十届2015年
| 獎項               | 獲獎名單                          |
| 第三十届2015年     |                                   |
| 最佳故事片奖       | 《狼图腾》                        |
| 最佳导演奖         | 徐克 《智取威虎山》               |
| 最佳男主角         | 张涵予 《智取威虎山》             |
| 最佳女主角         | 巴德玛 《诺日吉玛》               |
| 最佳男配角         | 张译 《亲爱的》                   |
| 最佳女配角         | 邓家佳 《全民目击》               |
| 最佳原创剧本奖     | 李樯 《黄金时代》                 |
| 最佳改编剧本奖     | 李玉娇、韩景龙、徐昂 《十二公民》 |
| 最佳纪录片奖       | 空缺                              |
| 最佳科教片奖       | 《小鸭快跑》                      |
| 最佳导演处女作奖   | 陈建斌 《一个勺子》               |
| 最佳中小成本故事片 | 《诺日吉玛》                      |
| 最佳儿童片奖       | 空缺                              |
| 最佳戏曲片奖       | 《大唐女巡按》                    |
| 最佳美术片奖       | 《西游记之大圣归来》              |
| 最佳录音奖         | 陶经 《归来》                     |
| 最佳摄影奖         | 曾剑 《西藏天空》                 |
| 最佳美术奖         | 全荣哲 《狼图腾》                 |
| 最佳音乐奖         | 郝维亚 《西藏天空》               |
| 最佳剪辑奖         | 于柏杨 《智取威虎山》             |
| 终身成就奖         | 张良、王晓棠                      |

### 第三十一届2017年
| 獎項               | 獲獎名單                                    |
| 第三十一届2017年   |                                             |
| 最佳故事片奖       | 《湄公河行动》                              |
| 最佳导演奖         | 冯小刚 《我不是潘金莲》                     |
| 最佳男主角         | 邓超 《烈日灼心》                           |
| 最佳女主角         | 范冰冰 《我不是潘金莲》                     |
| 最佳男配角         | 于和伟《我不是潘金莲》/王千源《解救吾先生》 |
| 最佳女配角         | 吴彦姝 《搬迁》                             |
| 最佳编剧奖         | 管虎、董润年《老炮儿》                      |
| 最佳纪录片奖       | 《日本战犯忏悔备忘录》                      |
| 最佳科教片奖       | 《首星揭秘》                                |
| 最佳导演处女作奖   | 文章《陆垚知马俐》                          |
| 最佳中小成本故事片 | 《塔洛》                                    |
| 最佳儿童片奖       | 《乌珠穆沁的孩子》                          |
| 最佳戏曲片奖       | 《穆桂英挂帅》                              |
| 最佳美术片奖       | 《大耳朵图图之美食狂想曲》                  |
| 最佳录音奖         | 黄铮 《火锅英雄》                           |
| 最佳摄影奖         | 邵丹 《村戏》                               |
| 最佳美术奖         | 韩忠 《罗曼蒂克消亡史》                     |
| 最佳音乐奖         | 叶小钢 《开罗宣言》                         |
| 最佳剪辑奖         | 丁晟 《解救吾先生》                         |

### 第三十二届2019年
- 自2019年起，金鸡奖恢复每年举办[19].

| 獎項               | 獲獎名單                             |
| 第三十二届2019年   |                                      |
| 最佳故事片奖       | 《流浪地球》                         |
| 最佳导演奖         | 林超贤（《红海行动》）               |
| 最佳男主角         | 王景春（《地久天长》）               |
| 最佳女主角         | 咏梅（《地久天长》）                 |
| 最佳男配角         | 王志飞（《古田军号》）               |
| 最佳女配角         | 吴玉芳（《送我上青云》）             |
| 最佳编剧奖         | 阿美、王小帅（《地久天长》）         |
| 最佳纪录片奖       | 《奋斗时代》                         |
| 最佳科教片奖       | 《绿色长城》                         |
| 最佳导演处女作奖   | 文牧野《我不是药神》                 |
| 最佳中小成本故事片 | 《红花绿叶》                         |
| 最佳儿童片奖       | 《小狗奶瓶》                         |
| 最佳戏曲片奖       | 《挑山女人》                         |
| 最佳美术片奖       | 《风语咒》                           |
| 最佳录音奖         | 王丹戎、祝岩峰、刘旭（《流浪地球》） |
| 最佳摄影奖         | 曹郁《妖猫传》                       |
| 最佳美术奖         | 屠楠、陆苇《妖猫传》                 |
| 最佳音乐奖         | 居文沛《古田军号》                   |
| 最佳剪辑奖         | 朱利赟《进京城》                     |

### 第三十三届2020年
| 獎項               | 獲獎名單                              |
| 第三十三届2020年   |                                       |
| 最佳故事片奖       | 《夺冠》                              |
| 评委会特别奖       | 《我和我的祖国》                      |
| 最佳导演奖         | 王瑞《白云之下》                      |
| 最佳男主角         | 黄晓明《烈火英雄》                    |
| 最佳女主角         | 周冬雨《少年的你》                    |
| 最佳男配角         | 印小天《烈火英雄》                    |
| 最佳女配角         | 袁泉《中国机长》                      |
| 最佳编剧奖         | 张冀《夺冠》（原创）                  |
| 最佳纪录片/科教片  | 《掬水月在手》                        |
| 最佳导演处女作奖   | 申奥《受益人》                        |
| 最佳中小成本故事片 | 《我的喜马拉雅》                      |
| 最佳儿童片奖       | 《点点星光》                          |
| 最佳戏曲片奖       | 《贞观盛世》                          |
| 最佳美术片奖       | 《哪吒之魔童降世》                    |
| 最佳录音奖         | 吴江《只有芸知道》                    |
| 最佳摄影奖         | 赵晓时《夺冠》                        |
| 最佳美术奖         | 宋军、东智良、郭钟山《解放·终局营救》 |
| 最佳音乐奖         | （空缺）                              |
| 最佳剪辑奖         | 张一博《少年的你》                    |

### 第三十四届2021年
- 首次颁发最佳外语片奖 [19].

| 獎項               | 獲獎名單                   |
| 第三十四届2021年   |                            |
| 最佳故事片奖       | 《守岛人》                 |
| 评委会特别奖       | 《我和我的家乡》           |
| 最佳导演奖         | 张艺谋《悬崖之上》         |
| 最佳男主角         | 张译《悬崖之上》           |
| 最佳女主角         | 张小斐《你好，李焕英》     |
| 最佳男配角         | 范伟《一秒钟》             |
| 最佳女配角         | 朱媛媛《我的姐姐》         |
| 最佳编剧奖         | 余曦、黄欣、赵宁宇《1921》 |
| 最佳纪录片         | 《九零后》                 |
| 最佳导演处女作奖   | 旦真旺甲《随风飘散》       |
| 最佳外语片         | 《困在时间里的父亲》       |
| 最佳中小成本故事片 | 《冰下的鱼》               |
| 最佳儿童片奖       | 《再见吧！少年》           |
| 最佳戏曲片奖       | 《南越宫词》               |
| 最佳美术片奖       | 《白蛇2：青蛇劫起》        |
| 最佳录音奖         | 陶经《一秒钟》             |
| 最佳摄影奖         | 赵小丁《悬崖之上》         |
| 最佳美术奖         | 霍廷霄《革命者》           |
| 最佳音乐奖         | 陈光荣、陈永健《中国医生》 |
| 最佳剪辑奖         | 钟炜钊《拆弹专家2》        |

### 第三十五届2022年
| 獎項               | 獲獎名單                       |
| 第三十五届2022年   |                                |
| 最佳故事片奖       | 《长津湖》                     |
| 评委会特别奖       | 《我和我的父辈》               |
| 最佳导演奖         | 陈凯歌、徐克、林超贤《长津湖》 |
| 最佳男主角         | 朱一龙《人生大事》             |
| 最佳女主角         | 奚美娟《妈妈！》               |
| 最佳男配角         | 辛柏青《漫长的告白》           |
| 最佳女配角         | 齐溪《奇迹·笨小孩》            |
| 最佳编剧奖         | 邵艺辉《爱情神话》             |
| 最佳纪录片         | 《1950他们正年轻》             |
| 最佳导演处女作奖   | 刘江江《人生大事》             |
| 最佳外语片         | 《漫漫寻子路》                 |
| 最佳中小成本故事片 | 《漫长的告白》                 |
| 最佳儿童片奖       | 《再见土拨鼠》                 |
| 最佳戏曲片奖       | 《敦煌女儿》                   |
| 最佳美术片奖       | 《熊出没·重返地球》            |
| 最佳录音奖         | 杨江、赵楠《狙击手》           |
| 最佳摄影奖         | 赵小丁《悬崖之上》             |
| 最佳美术奖         | 李淼《独行月球》               |
| 最佳音乐奖         | 彭飞《独行月球》               |
| 最佳剪辑奖         | 黄琼逸《爱情神话》             |

### 第三十六届2023年
| 獎項               | 獲獎名單                         |
| 第三十六届2023年   |                                  |
| 最佳故事片奖       | 《封神第一部：朝歌风云》         |
| 评委会特别奖       | 《流浪地球2》                    |
| 最佳导演奖         | 程耳《无名》                     |
| 最佳男主角         | 梁朝伟《无名》                   |
| 最佳女主角         | 何赛飞《追月》                   |
| 最佳男配角         | 李雪健《封神第一部：朝歌风云》   |
| 最佳女配角         | 黄米依《永安镇故事集》           |
| 最佳编剧奖         | 孔大山、王一通《宇宙探索编辑部》 |
| 最佳纪录片         | 《雪豹和她的朋友们》             |
| 最佳导演处女作奖   | 刘晓世《长空之王》               |
| 最佳外语片         | 《燃烧的巴黎圣母院》             |
| 最佳中小成本故事片 | 《回西藏》                       |
| 最佳儿童片奖       | 《拨浪鼓咚咚响》                 |
| 最佳戏曲片奖       | 《谯国夫人》                     |
| 最佳美术片奖       | 《长安三万里》                   |
| 最佳录音奖         | 王丹戎、祝岩峰《流浪地球2》      |
| 最佳摄影奖         | 王昱《封神第一部：朝歌风云》     |
| 最佳美术奖         | 李淼《万里归途》                 |
| 最佳音乐奖         | 捞仔《觅渡》                     |
| 最佳剪辑奖         | 程耳《无名》                     |

### 第三十七届2024年
| 獎項               | 獲獎名單                     |
| 第三十七届2024年   |                              |
| 最佳故事片奖       | 《第二十条》                 |
| 评委会特别奖       | 《志愿军：雄兵出击》         |
| 最佳导演奖         | 陈凯歌《志愿军：雄兵出击》   |
| 最佳男主角         | 雷佳音《第二十条》           |
| 最佳女主角         | 李庚希《我们一起摇太阳》     |
| 最佳男配角         | 王骁《三大队》               |
| 最佳女配角         | 刘丹《乘船而去》             |
| 最佳编剧奖         | 韩延、李弗《我们一起摇太阳》 |
| 最佳纪录片         | 《里斯本丸沉没》             |
| 最佳导演处女作奖   | 张裕笛《倒仓》               |
| 最佳外语片         | 《奥本海默》                 |
| 最佳中小成本故事片 | 《又是充满希望的一天》       |
| 最佳儿童片奖       | 《屋顶足球》                 |
| 最佳戏曲片奖       | 《安国夫人》                 |
| 最佳美术片奖       | 《守龙者》                   |
| 最佳录音奖         | 王钢、刘晓莎《飞驰人生2》    |
| 最佳摄影奖         | 钟锐、钱添添《热烈》         |
| 最佳美术奖         | 赵学昊《飞驰人生2》          |
| 最佳音乐奖         | 彭飞《三大队》               |
| 最佳剪辑奖         | 周肖林、申奥《孤注一掷》     |